# Nicole Pierotti
Nicole Pierotti (née le 4 février 1941 à Fès au Maroc) est une athlète française, spécialiste du lancer du disque.

## Biographie
Elle améliore à deux reprises le record de France du lancer du disque : 50,88 m le 14 mai 1972 à Colombes et 51,66 m le 16 juillet 1972 à Paris. Ce record sera battu en 1973 par Catherine Bazin.
Elle est sacrée championne de France du lancer du disque en 1971 et 1972.